# Metoda Leblanca

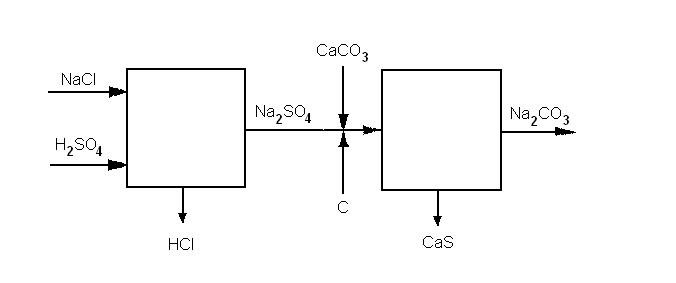
Schemat blokowy wytwarzania węglanu sodu metodą Leblanca

Schemat reakcji procesu Leblanca (kolor zielony = substraty, kolor czarny = półprodukty, kolor czerwony = produkty)

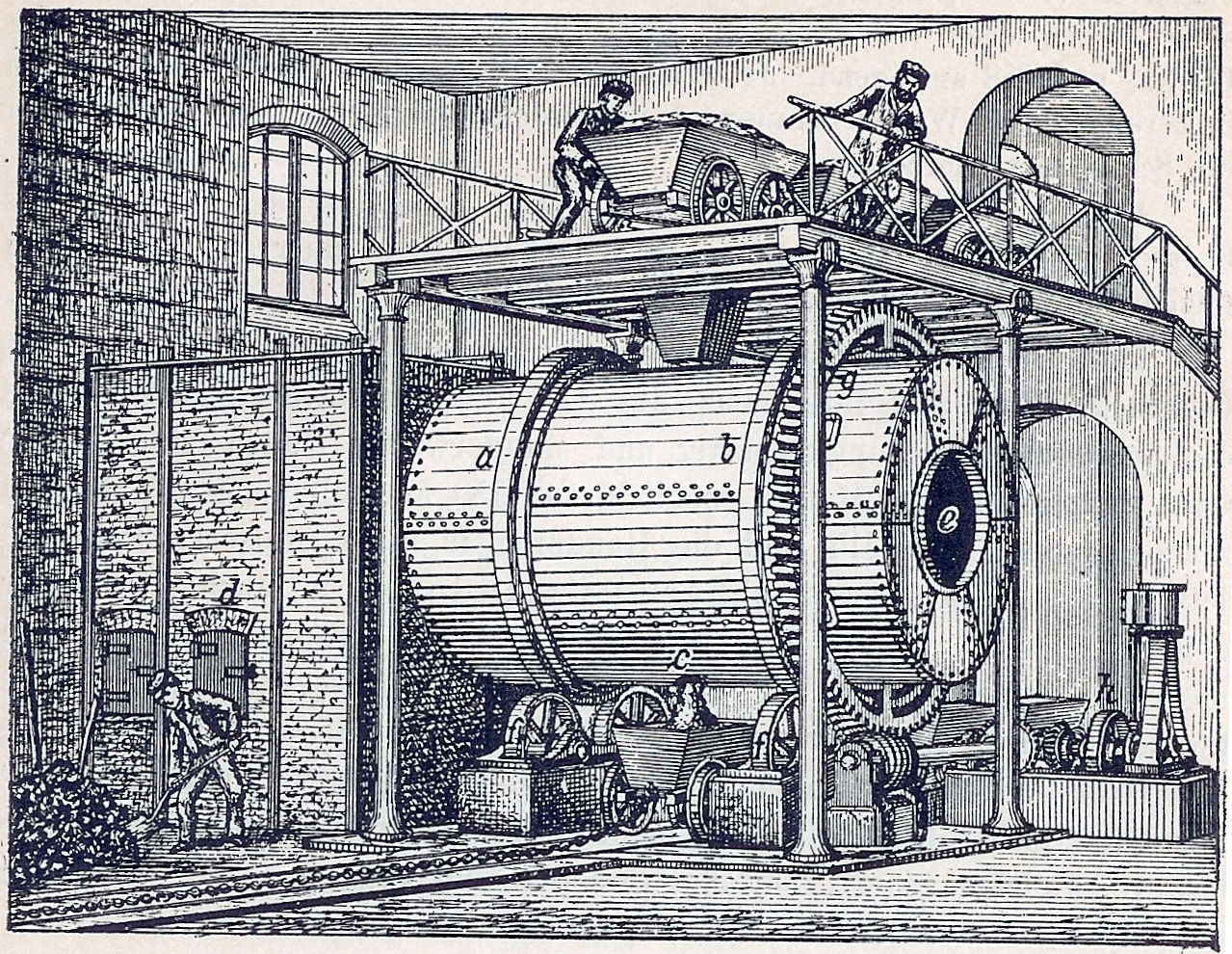
Metoda Leblanca była jedną z pierwszych przemysłowych metod produkcji na skalę masową. Jej podstawowym produktem była soda (węglan sodowy), której potrzebowano głównie do wyrobu szkła i mydła.

Metoda Leblanca – metoda otrzymywania węglanu sodu na skalę przemysłową opracowana w 1791 przez Nicolasa Leblanca. Proces ten polega na wykorzystaniu ciągu reakcji chemicznych.
Pierwszy etap polega na działaniu kwasem siarkowym (H2SO4) na sól kamienną (NaCl) i wyprażeniu powstałego siarczanu sodu z węglem i węglanem wapnia (oraz redukcję powstałego siarczanu sodu węglem w obecności wapienia):
2 NaCl + H2SO4 → Na2SO4 + 2 HCl ↑
Na2SO4 + CaCO3 + 2 C → Na2CO3 + CaS + 2 CO2 ↑
Nicolas Leblanc wynalazł metodę otrzymywania sody (siarczanu sodowego) za pomocą mieszania zwykłej soli kamiennej (chlorku sodu) z kwasem siarkowym. Powstały siarczan sodowy mieszano następnie z węglem i wapieniem, po czym cała ta mieszanina była spalana (prażona) w piecach obrotowych. W rezultacie otrzymywano czarny popiół, który po rozpuszczeniu w wodzie, był następnie odparowywany w celu otrzymania czystej sody. W późniejszym okresie proces Leblanca został zastąpiony procesem amoniakalnym, bowiem używano w nim amoniaku.
Metoda Leblanca używana była do lat 70. XIX w. i zastąpiona została wydajniejszą metodą Solvaya.